# Stazerwald

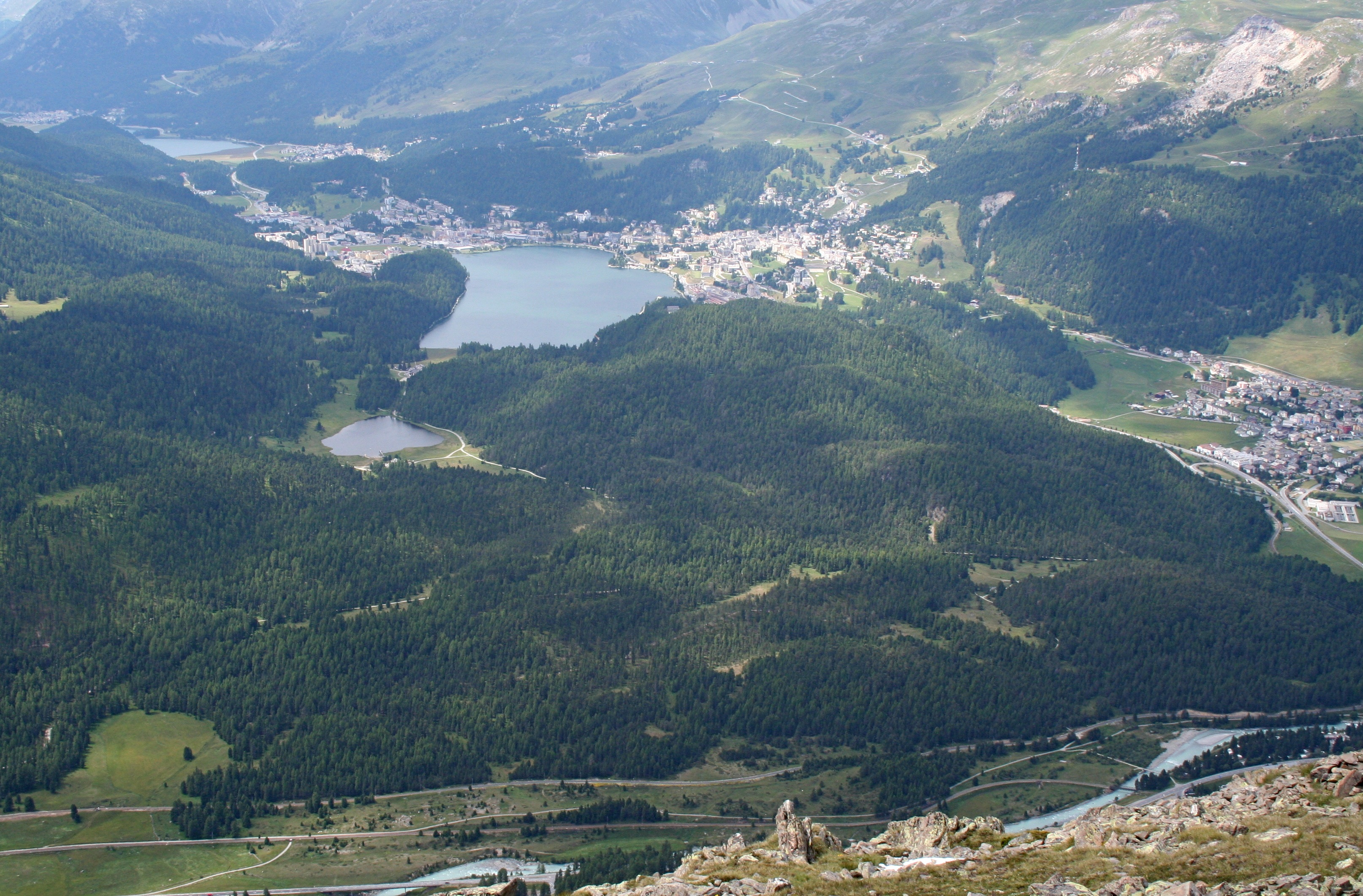
Stazerwald mit St. Moritz und St. Moritzersee im Hintergrund

Der Stazerwald (rätoromanisch God da Staz, Aussprache: [ˌgɔt dɐ 'ʃtaːt͡s]ⓘ) ist ein Waldgebiet im Schweizer Kanton Graubünden. Er liegt am nördlichen Hang der Rosatschgruppe im Oberengadin in einer Höhenlage von 1700 bis 2100 m ü. M. Der Wald gehört grösstenteils zur Gemeinde Celerina/Schlarigna, kleinere Teile zu St. Moritz und Pontresina.

## Natur

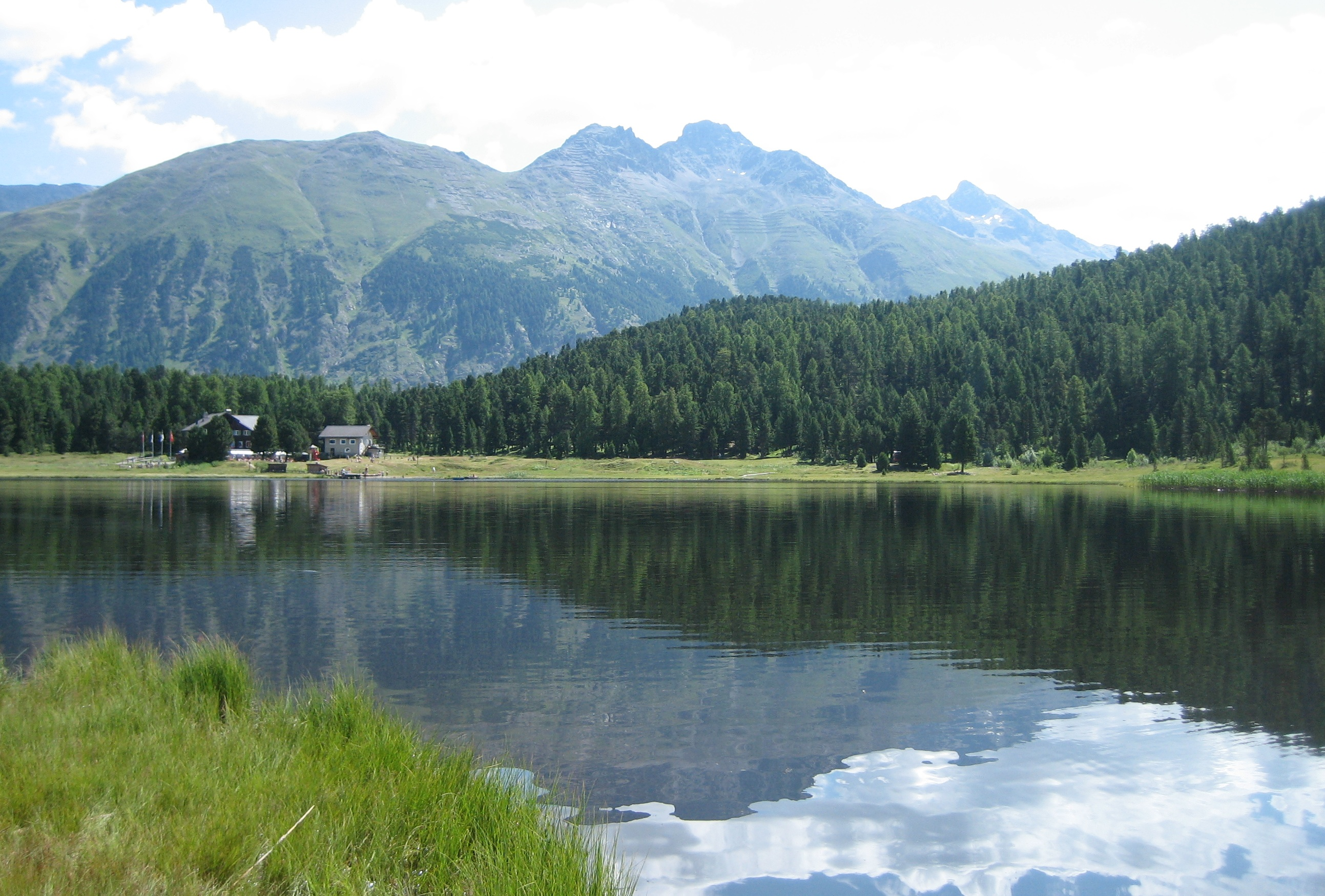
Stazersee

Die Landschaft wurde wesentlich durch die formende Tätigkeit der eiszeitlichen Gletscher geprägt. Neben Rundhöckern finden sich feuchte Senken, Flach- und Hochmoore. An Baumarten herrschen Lärche, Bergföhre und Arve vor.
Der Stazerwald gehört zum ökologischen Smaragd-Netzwerk, einem gesamteuropäischen Netzwerk zum Schutz von gefährdeten Tier- und Pflanzenarten sowie Lebensräumen, und wurde ins Bundesinventar der Landschaften und Naturdenkmäler von nationaler Bedeutung (BLN) aufgenommen, das 1966 in Kraft trat. 1991 wurden mehrere Zonen ins Bundesinventar der Hoch- und Übergangsmoore und 1994 ins Bundesinventar der Flachmoore aufgenommen. Grosse Teile des Stazerwaldes sind als Wildruhezone definiert.
Inmitten des Waldes liegt der etwa vier Hektar grosse Stazersee (Lej da Staz). Er liegt auf einer Höhe von 1809 m und ist umgeben von Moorwiesen und Schilfbeständen. Auf dem knapp fünf Meter tiefen See schwimmt Fieberklee.

## Tourismus
Der Stazerwald ist durch Wanderwege und Langlaufloipen für Touristen und Sportler erschlossen. Durch den Stazerwald führt die Strecke des Engadin Skimarathons. Ein Hotel-Restaurant in Seenähe ist während rund acht Monaten im Jahr geöffnet.

## Bahnbau
Zu Beginn des 20. Jahrhunderts war zunächst vorgesehen, die als touristische Sommerbahn geplante Berninabahn durch den attraktiven Stazerwald zu bauen. Aus umweltschützerischen Gründen wurde jedoch am Ende das deutlich teurere Trassee um den Stazerwald herum durch die Charnadüra-Schlucht gewählt. Diese Teilstücke am Rande des Stazerwaldes wurden 1908 (Pontresina–Celerina) und 1909 (Celerina–St. Moritz) eröffnet.

## Sport
Während der Olympischen Winterspiele 1948 führten die Strecken der Langlaufwettkämpfe durch den Stazerwald.